# Euphorbia polyphylla
Euphorbia polyphylla là một loài thực vật có hoa trong họ Đại kích. Loài này được Engelm. ex Holz. mô tả khoa học đầu tiên năm 1892.